# Meano (Navarra)
Meano es un concejo español del municipio de Lapoblación, situado en la Merindad de Estella, en la comarca de Estella Occidental de la Comunidad Foral de Navarra (España). Es el núcleo más poblado y ejerce como capital del municipio, aunque este lleva por razones históricas el nombre del otro concejo, Lapoblación.

## Demografía
En 2017 tenía 110 habitantes.

## Historia
Se cita por primera vez en el documento Fuero de Lapoblación concedido por Alfonso el Batallador entre 1.121 y 1.123.

## Arte
- Parroquia de Santa María, del siglo XIII, muy reformada en el siglo XVI.

## Personas célebres
Fernando Remírez de Ganuza (1950-2024), fundador en 1989 de la Bodega Remírez de Ganuza y reconocido bodeguero de Rioja